# Casa al carrer Església, 2 (Cornellà del Terri)
La Casa al carrer Església, 2 és una obra de Cornellà del Terri (Pla de l'Estany) inclosa a l'Inventari del Patrimoni Arquitectònic de Catalunya.

## Descripció
Porta d'accés a un edifici emmarcada per carreus de pedra ben tallats, que anteriorment havien estat pintats de color blau. Sobre la porta hi ha una finestra amb carreus de pedra bisellats als brancals i una llinda bisellada, d'una sola peça amb una al·legoria religiosa i la data de construcció. A l'ampit hi ha dos carreus que donen suport a un trencaaigües emmotllurat també de pedra.

## Història
A la llinda hi ha la data de 1630.